# Wendel (Beteiligungsgesellschaft)
Wendel SE  ist eine französische börsennotierte Beteiligungsgesellschaft mit Sitz in Paris.
Wendel ist Bestandteil des Aktienindex SBF 120 der Pariser Börse.

## Geschichte
Der Ursprung des Unternehmens geht auf den Gründer Jean-Martin Wendel zurück, der 1704 eine Schmiede in dem Ort Hayingen in Nordlothringen erwarb. Im Jahr 1734 übernahm sein Sohn Charles de Wendel die Führung und expandierte das Unternehmen bis zu seinem Tod 1784. Seine Frau Marguerite d'Hayange leitete das Unternehmen bis zur Enteignung 1797 mit dem Beginn der Französischen Revolution. 1803 erwarb die Familie die Schmieden zurück. 1908 wurden die Aktien der holländischen Oranje-Nassau Groep von Friedrich Honigmann gekauft.
Ein Jahr nach der ersten Ölkrise von 1973 beschloss die französische Regierung die nationale Stahlindustrie zu verstaatlichen. Die Gruppe musste sich restrukturieren und fasste alle anderen Geschäftsfelder in einer neuen Gesellschaft mit dem Namen Compagnie Générale d'Industrie et de Participations (CGIP) unter der Leitung von Ernest-Antoine Seillière zusammen. In dieser Zeit produzierten die Stahlwerke der Gruppe mehr als 70 Prozent der französischen Stahlproduktion.
Mit der Fusion der CGIP und Marine-Wendel 2002 entstand das derzeitige Unternehmen.

## Unternehmensführung
- François de Wendel, Vorsitzender des Aufsichtsrates
- Frédéric Lemoine, Vorstandsvorsitzender

## Beteiligungen und Struktur

### Aktionäre
Die Hauptaktionäre sind:
- Wendel Participations: 36,4 %, eine circa tausend Personen umfassende Familienholding der Familien Wendel, Seillière de Laborde, Missoffe, Panafieu, Mitry, Rohan, La Rochefoucauld …
- Privataktionäre: 22,6 %
- Institutionelle Anleger: 33,0 %

### Beteiligungen
Wendel ist an folgenden Gesellschaften beteiligt:
- Allied Universal, 33,0 %, US-amerikanisches Unternehmen für Sicherheitsdienstleistungen
- Bureau Veritas: 40,6 %, weltweit zweitgrößte Inspektions-, Klassifikations- und Zertifizierungsgesellschaft in den Bereichen Qualität, Gesundheit, Umwelt und Soziale Verantwortung (QHSE)
- Constantia Flexibles: 60,6 %, Hersteller flexibler Verpackungen
- IHS: 21,3 %, größter unabhängiger Anbieter von Mobilfunk-Infrastruktur in Afrika
- Mecatherm: 98,1 %, Hersteller von Anlagen für Industriebäckereien
- Nippon Oil Pump: 98,5 %, Pumpenhersteller
- PlaYce, 40,0 %, Betreiber von Einkaufszentren in Afrika
- Saham: 13,3 %, Versicherungen, Offshoring, Gesundheitswesen, Immobilien
- Saint-Gobain: 2,6 %, Baustoffhändler und Hersteller von Bauwerkstoffen
- Stahl: 62,6 %, Anbieter hochwertiger Beschichtungen und Produkte für das Lederfinish
- Tsebo, 64,7 %, Facilitymanagementunternehmen mit Tätigkeitsschwerpunkt in Afrika

Seit 2009, dem Jahr seit dem Frédéric Lemoine das Unternehmen führt, sind Deutschland, Österreich und die Schweiz für Wendel Schwerpunktländer für weitere Investitionen.
Im Januar 2010 sponserte Wendel den Börsengang von Helikos in Frankfurt, einer sog. Special Purpose Acquisition Company, die im Juli 2011 in die Exceet Group, ein auf Elektronik und Sicherheitstechnik spezialisiertes Technologieunternehmen, investiert hat. Somit hält Wendel nach der Übernahme von Exceet 28,4 % des Kapitals von Helikos, die in Exceet Group umbenannt wurde. Die Beteiligung an Exceet wurde zwischenzeitlich verkauft.

### Ehemalige Beteiligungen
- Das Unternehmen verkaufte im Juni 2008 seine Beteiligung an Editis, im Verlags- und Musikgeschäft, an den spanischen Verleger Planeta.

- Im April 2012 haben Wendel und die Familie Painvin ihre Beteiligung an der Deutsch Gruppe, einem international agierenden Spezialisten für Hochleistungssteckverbindungen, an TE Connectivity veräußert.

- Im Juni 2013, nach elf Jahren als Referenzaktionär, hat Wendel den Verkauf seiner Anteile an Legrand erfolgreich abgeschlossen.[4]

- Cromology: 89,8 %, Bauchemiehersteller (2021 an die Dulux-Group verkauft, einer Tochtergesellschaft von Nippon Paint verkauft.[5])